# Южне (Ялуторовський район)
Ю́жне (рос. Южное) — село у складі Ялуторовського району Тюменської області, Росія.
Населення — 245 осіб (2010, 277 у 2002).
Національний склад станом на 2002 рік:
- росіяни — 75 %